# Ashaghi Guzdak
Ashaghi Guzdak (en azerí: Aşağı Güzdək) es una localidad de Azerbaiyán, en el raión de Absherón.
Se encuentra a una altitud de 81 m sobre el nivel del mar. 

## Demografía
Según estimación 2010 contaba con 2819 habitantes.